# Dals kirkja
Dals kirkja er en kirke på Færøerne i bygden Dalur på Sandoy. Kirken blev indviet den 20. oktober 1957.
Den tilhører Færøernes folkekirke.
Dalur fik først sin kirke i 1957, og der kendes ikke til tidligere kirker. Bygden skulle være blevet fuldstændigt udslettet under den sorte død i 1349. 
Kirken er 6 m bred og 11,9 m lang og bygget af træ på et fundament af kløvede sten. Den er opført af Jacob Oluf Jacobensen, Fuglafjørður efter tegninger af arkitekt Kristoffer Kristoffersen. Kirken er hvidmalet og har grønt bliktag, med en tagrytter i vestenden med et pyramidespir med hvidt tag, afsluttet med et kors. På dens nordside er der en tilbygning, som er 3,8 m lang og 3,6 m bred. 
Maleren Ernst Trier, Vallekilde har udført alterbilledet, der viser nadveren. Kirkens inventar stammer fra 1950'erne. Kirkens klokke er støbt af De Smithske Støberier i Aalborg. Den vejer 170 kg. og har et tværmål på 64,5 cm. I 2007 blev kirken restaureret og er nu også handikapvenlig.